# Radim Malát
Radim Malát (5. prosince 1930, Praha – 24. listopadu 1997, tamtéž) byl český malíř, ilustrátor a grafik.

## Život
Radim Malát vystudoval v letech 1950–1955 na Pedagogické fakultě Univerzity Karlovy u Cyrila Boudy, Martina Salcmana a Karla Lidického obor výtvarná výchova a zároveň působil v jejich ateliérech. Jeho tvorba prošla různými tvůrčími obdobími (geometrická abstrakce, abstraktní umění nebo nekonkrétní malba s konstruktivními prvky). Velký význam pro jeho malířský vývoj mělo založení tvůrčí skupiny Radar roku 1960, jejímž hlavním cílem bylo zobrazování světa moderní technické civilizace. Náměty jeho obrazů jsou různé: krajiny, zátiší, soudobý městský život, městské periférie i panelová sídliště. Zabýval se též výtvarnou technikou asambláže, ke které používal víčka od lahví či zavařeninových sklenic, kovové mřížky i destičky z motorů. Je také autorem řady filmových plakátů a knižních ilustrací, ke kterým využíval techniku linorytu. Ke konci života se věnoval především figurální malbě.

## Z knižních ilustrací

### Česká a slovenská literatura
- František Hečko: Červené víno (1958),
- Rudolf Jašík: Náměstí svaté Alžběty (1972),
- Pavel Kopta: Komisař Drábek, obrázkový seriál, Čtyřlístek 1971, č. 13-17,[3]
- Pavel Kraus: A nevidět už slunce (1977),
- Zuzka Zguriška: Městečko na prodej (1965).

### Světová literatura
- Heinrich Böll: Kdes byl, Adame? (1961),
- Ilja Erenburg: Třináct dýmek (1968),
- Rudolf Fischer: Neznámému na stopě (1961),
- Ruvim Frajerman: Divoký pes Dingo (1961),
- Maxim Gorkij: Matka (1970),
- Zane Grey: Hřmící stádo (1973),
- Nikolaj Pečerskij: Dobrodružství v tajze (1960),
- Sulchan-Saba Orbeliani: Kniha moudrosti a lži (1962),
- Irwin Shaw: Mladí lvi (1969),
- Mary Shelleyová: Frankenstein (1969) – frontispice,
- Nikolaj Smirnov: Říše slunce (1976),
- John Steinbeck: Pláň Tortilla (1960),
- Alexandr Tvardovskij: Ťorkin na onom světě (1965),
- Prežihov Voranc: Slzičky (1959).